# William Towns
William "Bill" Towns (1936-1993) var en brittisk bildesigner.
Towns började sin karriär som designer hos Rootes och gick därirån över till Rover. Han är dock mest känd för sitt arbete för Aston Martin.